# Bój pod Dywinem
Bitwa pod Dywinem – część bitwy pod Kobryniem; walki polskiego 64 pułku piechoty kpt. Ludwika Bociańskiego z sowieckimi 505., 506., 507. i 508. pułkami strzelców w okresie ofensywy jesiennej wojsk polskich w czasie wojny polsko-bolszewickiej.

## Sytuacja ogólna
Realizując w drugiej połowie sierpnia 1920 operację warszawską, wojska polskie powstrzymały armie Frontu Zachodniego Michaiła Tuchaczewskiego. 1 Armia gen. Franciszka Latinika zatrzymała sowieckie natarcie na przedmościu warszawskim, 5 Armia gen. Władysława Sikorskiego podjęła działania ofensywne nad Wkrą, a ostateczny cios sowieckim armiom zadał marszałek Józef Piłsudski, wyprowadzając uderzenie znad Wieprza. Zmieniło to radykalnie losy wojny. Od tego momentu Wojsko Polskie było w permanentnej ofensywie.
Po wielkiej bitwie nad Wisłą północny odcinek frontu polsko-sowieckiego zatrzymał się na zachód od linii Niemen – Szczara. Na froncie panował względny spokój, a obie strony reorganizowały swoje oddziały.
Wojska Frontu Zachodniego odtworzyły ciągłą linię frontu już 27 sierpnia. Obsadziły one rubież Dąbrówka – Odelsk – Krynki – Grodno – Grodek – Kamieniec Litewski. Stąd Tuchaczewski zamierzał przeprowadzić koncentryczne natarcie na Białystok i Brześć, by dalej ruszyć na Lublin. Uderzenie pomocnicze na południu miała wykonać między innymi 1 Armia Konna Siemiona Budionnego.
Reorganizując siły, Naczelne Dowództwo Wojska Polskiego zlikwidowało dowództwa frontów i rozformowało 1. i 5. Armię. Na froncie przeciwsowieckim rozwinięte zostały 2., 3., 4. i 6 Armia.
Po zakończonych walkach nad Wisłą 4 Armia gen. Leonarda Skierskiego została przerzucona z rejonu Łomży na wschód. Dywizje obsadziły front wzdłuż linii kolejowej Bielsk – Brześć – Włodawa. 16 Dywizja Piechoty obsadziła front na północ od Włodawy. Po ściągnięciu posiłków z głębi Rosji bolszewicy uzyskali przewagę na odcinku frontu polskiej 4 Armii. Generał Skierski postanowił uprzedzić uderzenie sowieckie na Brześć. 16 Pomorska Dywizja Piechoty rozpoczęła działania w kierunku na Kobryń.

## Walki pod Dywinem
Skierowana do obrony rejonu Kobrynia 16 Pomorska Dywizja Piechoty ubezpieczała swoje prawe skrzydło grupą kpt. Ludwika Bociańskiego. W skład grupy ubezpieczenia weszły: I i III batalion 64 pułku piechoty i 6 bateria 16 pułku artylerii polowej. 13 września grupa rozpoczęła marsz po osi Mokrany – Dywin – Radostów. W Borysówce i Ossie stoczono potyczki z drobnymi oddziałami nieprzyjaciela. W tym czasie Dywin obsadziły pododdziały 505., 506. i 507 pułku strzelców, wzmocnione sześcioma działami.14 września grupa zajęła pozycje wyjściowe do natarcia w Kletyszczach. Od południa Dywin zaatakować miał III batalion, a od północy batalion I. Oba bataliony wydzieliły po jednej kompanii, które wspólnie z kompaniami: techniczną, sztabową i ckm uderzyć miały od zachodu wzdłuż drogi Kletyszcze – Dywin.
O 17:00 ruszyła do ataku grupa zachodnia, dowodzona przez kpt. Bociańskiego. Sowieci stawiali zacięty opór do czasu, aż koncentrycznie uderzyły bataliony I i III. W obawie przed okrążeniem Sowieci wycofali się z miasta. Po zajęciu Dywina kpt. Bociański zorganizował obronę okrężną miasta. III batalion obsadził wyloty dróg na Kobryń i Powicie, I batalion zajął stanowiska w południowej części, a od zachodu po obu stronach drogi Dywin – Mokrany broniło się zgrupowanie dowodzone bezpośrednio przez dowódcę grupy.
Sowieci uderzyli nocą, ale ich atak został odparty. Nad ranem uderzył z marszu 508 pułk strzelców i z położenia obronnego pozostałe pułki sowieckie. Mimo zaciętej obrony, zaczęły one oskrzydlać obrońców. Kontratak polski odrzucił Sowietów na odległość około kilometra, a kolejne jego działania zatrzymywano silnym ogniem broni maszynowej i artylerii. W ciągu ośmiu godzin czterokrotnie odpierano ataki czerwonoarmistów.
Kolejny, wieczorny atak odciął Polakom drogi odwrotu na Mokrany i Kobryń. W niezwykle trudnej sytuacji kpt. Bociański, działając pod osłoną nocy, zluzował 2. kompanię, obsadzając zajmowane przez nią stanowiska oddziałem złożonym z taborytów, sanitariuszy i łączników. 2 kompania zaś dokonała obejścia przez bagna na tyły nieprzyjaciela i tuż po północy uderzyła na przeciwnika. Natarcie wsparły pozostałe pododdziały grupy. Dowództwo sowieckie, przekonane, że atakują nowo przybyłe polskie oddziały, źle oceniając sytuację taktyczną, nakazało odwrót.

## Bilans walk
Bitwa o Dywin umożliwiła 16 Pomorskiej Dywizji Piechoty zwycięskie zakończenie walk pod Kobryniem. Straty polskie to około 50 poległych i rannych.
Dzień 14 września – na pamiątkę bitwy pod Dywinem – był świętem 64 Pomorskiego Pułku Strzelców Murmańskich.